# Sérilhac
Sérilhac is een gemeente in het Franse departement Corrèze (regio Nouvelle-Aquitaine) en telt 313 inwoners (1999). De plaats maakt deel uit van het arrondissement Brive-la-Gaillarde.

## Geografie
De oppervlakte van Sérilhac bedraagt 12,3 km², de bevolkingsdichtheid is 25,4 inwoners per km².
De onderstaande kaart toont de ligging van Sérilhac met de belangrijkste infrastructuur en aangrenzende gemeenten.

## Demografie
Onderstaande figuur toont het verloop van het inwonertal (bron: INSEE-tellingen).